# 三人做世界
《三人做世界》（英語：Heart Against Hearts）是1992年上映的一部香港愛情喜劇電影，由冼杞然執導，林子祥、鄭裕玲、周慧敏及秦沛主演。此劇為1988年電影《三人世界》及1990年電影《三人新世界》之續篇。亦是此系列的最終篇。

## 劇情
Alex呂（林子祥 飾）與朱麗娥（鄭裕玲 飾）在結婚後期待享受二人世界。適逢BCC銀行倒閉，Alex所有財富都儲存在該銀行，故面臨財務危機，唯有把新購入的廣告公司清盤結業。毛慧敏在母親婚禮結識E.T.，在其投資公司兼職，後介紹朱麗娥入行。E.T.因朱麗娥不諳世事而打算將其與大陸高幹串謀造假賬的投資公司轉手給她，以逃避法律責任。幸而慧敏和Alex及時洞悉其陰謀，使計令其購回投資公司。

## 角色
| 演員   | 角色            | 備註 |
| 林子祥 | 呂奇／Alex      | 朱麗娥再婚之丈夫，毛慧敏之繼父 廣告公司老闆，但因BCC銀行倒閉而清盤結業                                         |
| 鄭裕玲 | 朱麗娥／Judy    | Alex新婚之妻子 先在E.T.的投資公司兼職，其後被聘任為董事助理，實打算將虧空責任轉嫁給她                          |
| 周慧敏 | 毛慧敏／Vivian  | 朱麗娥的女兒，Alex之繼女 在E.T.的投資公司兼職，後介紹朱麗娥入行                                                |
| 秦沛   | E.T.／Edmond 鄧 | Alex之舊同學 從事金融投資，其後聘任朱麗娥為董事助理 與大陸高幹串謀造假賬，騙取國家公款，將虧空責任轉嫁給朱麗娥 |
| 陳欣健 | Philip          | 朱麗娥之前夫 好色且對朱麗娥不忠 借單位給朱麗娥一家暫住                                                         |
| 金燕玲 | Elaine          | 朱麗娥之好友                                                                                                   |
| 陳山河 | Sam             | 毛慧敏之觀音兵                                                                                                 |
| 張錚   | 袁琨鵬          | 大陸高幹表叔 與E.T.串謀造假賬，騙取國家公款, 嫁禍朱麗娥                                                        |
| 關秀媚 | Suki            | Alex之秘書 |
| 陳國新 | Dennis          | Alex之損友 |
| 文雋   | 阿Man           | Alex之損友 |
| 葉漢良 |                 | Alex之損友 |
| 周美鳳 |                 | |
| 梁鴻華 |                 | Alex之舊同事                                                                                                   |
| 葉榮祖 | 也公            | 廣告公司舊老闆 因要移民加拿大把廣告公司轉讓給Alex                                                              |
| 張贊生 |                 | |
| 郭彼得 |                 | |

## 電影歌曲

### 主題曲
| 歌名           | 演唱者 | 作曲   | 填詞   |
| 〈將心意盡訴〉 | 林子祥 | 林子祥 | 王書權 |

## 外部連結
- 香港影庫上《三人做世界》的資料（繁體中文）
- 豆瓣电影上《三人做世界》的資料 （简体中文）
- 互联网电影数据库（IMDb）上《三人做世界》的资料（英文）